# عبد الملك بن دهيش
عبد الملك بن عبد الله بن عمر بن دهيش فقيه وقاضي ووزير سعودي. عمل رئيسًا عامًا لتعليم البنات.

## سيرته
ولد ابن دهيش في مدينة حائل شمال المملكة العربية السعودية سنة 1360 هـ. تلقى تعليمـه الابتدائي بالأحساء ثم الخبر ثم بالمدرسة الرحمانية بمكة المكرمة وتخرج عام 1372 هـ، وأنهى الدراسة المتوسطة والثانوية في المعهد العلمي السعودي بمكة المكرمة عام 1377 هـ. حصل على بكالوريوس الشريعة من كلية الشريعة والدراسات الإسلامية بمكة المكرمة عام 1382 هـ، ونال درجة الماجستير عام 1409 هـ عن تحقيقه لكتاب أخبار مكة في قديم الدهر وحديثه للإمام محمد بن إسحاق الفاكهي، ثم نال درجة الدكتوراة عام 1421 هـ عن أطروحته المقدمة بعنوان الحرم المكي الشريف والأعلام المحيطة به دراسة ميدانية وتاريخية وفقهية. نال درجة الأستاذية بمجموعة من الأبحاث أهمها أطروحته المقدمة بعنوان مصطلحات الفقه الحنبلي.
درس على يد كل من: والده عبد الله بن عمر بن دهيش، وعبد الله خياط، ويحيى أمان مساعد رئيس المحكمة الكبرى بمكة، وحسن مشاط القاضي بالمحكمة الكبرى بمكة المكرمة والمدرس بالمسجد الحرام، وأحمد علي أسد الله مدير كلية الشريعة بمكة، وعلي الهندي المدرس بكلية الشريعة بمكة المكرمة والمدرس بالمسجد الحرام. حصل ابن دهيش على إجازة علمية من والده في رواية الحديث عنه وعن مشايخه صديق خان وشريف حسين ومحمد بشير، إجازة في السيرة النبوية والكتب العلمية من أبو الحسن الندوي وعلي الحسني الندوي، إجازة في رواية كتب الحديث الصحيحين والسنن الأربعة ومسند الإمام أحمد وسنن الإمام البيهقي وسنن الدراقطني وسنن أبو داود الطيالسي من سيد صبحي البدري السامرائي، وإجازة في رواية الحديث وعلومه من عبد الله بن الصديق المغربي، وإجازة في الحديث وعلومه من محمد بن ياسين الفاداني وهو من علماء الحرم المكي. حصل على شهادة تقدير من الملك خالد بن عبد العزيز في عام 1401 هـ على دوره في نشر العلم وإنارة الفكر النافع المفيد، وشهادة تقديرية لأعماله في الفكر الإسلامي ودراسته عن البلد الحرام من سوق الفسطاط للشعر والنقد بمصر. حصل على الزمالة الفخرية لعام 1995م لرابطة الأدب الحديث.
تدرج ابن دهيش في عمله من سلك التعليم، حيث عمل مدرسًا بالمدارس المتوسطة بوزارة المعارف بمكة المكرمة منتدبًا. وفي سلك القضاء عمل ملازمًا قضائيًا بالمحكمة الشرعية الكبرى بمكة المكرمة، ثم قاضيًا بالمحكمة الشرعية الكبرى بمكة المكرمة، ثم مساعدًا لرئيس المحكمة الشرعية الكبرى بمكة المكرمة، ثم رئيسًا للمحكمة الشرعية الكبرى بمكة المكرمة. عمل في بشئون الحرمين حيث عين نائبًا للرئيس العام لشؤون الحرم النبوي الشريف بالمرتبة الممتازة بأمر ملكي. وعين رئيسًا عامًا لتعليم البنات بالمملكة العربية السعودية بمرتبة وزير بأمر ملكي.

## مؤلفاته
- الحرم المكي الشريف والأعلام المحيطة به.
- حدود المشاعر المقدسة: منى مزدلفة عرفات.
- حدود الصفا والمروة التوسعة الحديثة دراسة تاريخية فقهية.
- رموز الكنوز في تفسير الكتاب العزيز للشيخ الرسعني: في ثمانية أجزاء.
- تحقيق كتاب أخبار مكه في قديم الدهر وحديثه للإمام المحدث محمد بن اسحاق بن العباس الفاكهي، أبو عبد الله المكي، مؤرخ مكه في القرن الثالث الهجري ويقع في ست مجلدات.
- تحقيق كتاب الأحاديث المختارة للمقدسي: في ثلاثة عشر مجلدًا.
- معونة أولي النهي شرح المنتهي لابن النجار الفتوحي الحنبلي: في ثلاثة عشر مجلدًا.
- تحقيق كتاب شرح الزركشي على مختصر الخرقي: في أربعة مجلدات.
- تحقيق كتاب جامع المسانيد والسنن الهادي لاقوم سنن للإمام ابن كثير: في اثنا عشر مجلداً.
- تحقيق كتاب المتجر الرابح في ثواب العمل الصالح للحافظ أبي محمد شرف الدين الدمياطي.
- تحقيق كتاب الممتع شرح المقنع لأبي المنجي التنوخي في ست مجلدات.
- تحقيق كتاب إرشاد أولي النهي لدقائق المنتهي للبهوئي.
- مصطلحات الفقة الحنبلي: اعتمد فيه على علماء الحنابلة ومصطلحاتهم في مؤلفاتهم، ويقع في مجلد واحد.

## وفاته
توفي ابن دهيش يوم الخميس 10 شوال 1434 هـ، وصلي عليه ودفن في يوم الجمعة في مكة المكرمة.